# Onipan!
Onipan! (jap. おにぱん!) – telewizyjny serial anime wykreowany przez Norihiro Naganumę, wyprodukowany przez Shogakukan-Shūeisha Productions i zanimowany przez Wit Studio. Był emitowany od kwietnia do lipca 2022 na antenie TV Tokyo w programie dla dzieci Oha suta. 

## Bohaterowie
- Tsutsuji (jap. つつじ)

Seiyū: Yume Nozaki 
- Himawari (jap. ひまわり)

Seiyū: Mika Negishi 
- Tsuyukusa (jap. つゆくさ)

Seiyū: Kokona Nonaka 
- Momo Momozono (jap. 桃園 桃 Momozono Momo)

Seiyū: Kaori Maeda 
- Noriko Issun (jap. 一寸 法子 Issun Noriko)

Seiyū: Miyu Tomita 
- Kuma (jap. クマ)

Seiyū: Kikuko Inoue 

## Produkcja i wydanie
Serial został zapowiedziany 3 lutego 2022 przez AAO Project, wspólną inicjatywę AOI Pro., Amuse i Origamix Partners, mającą na celu rozwój i produkcję oryginalnej własności intelektualnej. Za produkcję odpowiada Shogakukan-Shūeisha Productions, natomiast za animację Wit Studio. Serial wyreżyserowali Masahiko Ōta wraz z Jun’ichirō Hashiguchim pełniącym rolę asystenta, scenariusz napisał Takashi Aoshima, natomiast muzykę skomponował Yasuhiro Misawa. Oryginalne projekty onikko stworzyła Tomari, postacie zaś zaprojektował Ryūta Yanagi. Seria anime była emitowana od 11 kwietnia do 1 lipca 2022 na antenie TV Tokyo w programie dla dzieci Oha suta. Pierwszym motywem otwierającym jest „Onipapapan! Pan!”, drugim zaś „Oni Yaba—!”. Oba utwory zostały wykonane przez zespół Onipan’s! (Yume Nozaki, Mika Negishi i Kokona Nonaka). Prawa do emisji poza Azją nabyło Sentai Filmworks.